# Armenska cerkev sv. Gregorja, Bagdad
Armenska cerkev svetega Gregorja (arabsko كنيسة غريغور الأرمنية) je pravoslavna cerkev in ena od cerkva armenske skupnosti v Bagdadu v Iraku. Cerkev stoji v kraju Bab al-Šarqi, na trgu al-Tajeran v mestu, in je dobila ime po Gregorju Razsvetitelju.

## Zgodovina
Zaradi velikega števila armenskih kristjanov v Bagdadu se je armenska cerkev odločila zgraditi cerkev na velikem posestvu, ki je bilo v njihovi lasti od leta 1904 in je vključevalo staro pokopališče. Delo na cerkvi se je začelo leta 1954 in je bilo dokončano leta 1957, h gradnji pa je prispeval armenski filantrop Calouste Gulbenkian, ki je dal veliko donacij za gradnjo. Cerkev je bila zgrajena v armenski arhitekturi; glavni material je beton, prekrit s sivobelo gladko plastjo barve. Cerkev je vključevala streho v obliki piramide.
Na zunanji strani cerkve sta bila postavljena dva spomenika, posvečena žrtvam armenskega genocida. Prvi je bil otvorjen leta 1990, drugi pa leta 2015. V cerkvi so realistične slike umetnika Antranika Ohanessiana, ki nazorno prikazujejo dogodke genocida. Od padca nekdanjega iraškega predsednika Sadama Huseina leta 2003 je veliko Armencev pobegnilo iz Iraka in številne njihove cerkve so bile napadene, ta cerkev pa je ostala nedotaknjena.

## Arhitektura
Cerkveni kompleks je zgradba iz belega armiranega betona. Spodnji pas stavbe je prekrit s kamni bež in oker barve. Kupola stavbe je osmerokotne oblike in vključuje pas oken in piramidasto streho, na kateri je nameščen kovinski armenski križ.